# Souanyas
Souanyas (catalansk: Soanyes) er en by og kommune i departementet Pyrénées-Orientales i Sydfrankrig.

## Geografi
Souanyas ligger 65 km vest for Perpignan. Nærmeste by er mod nord Olette (5 km).

## Demografi

### Udvikling i folketal
| 1962                                                              | 1968 | 1975 | 1982 | 1990 | 1999 | 2007 | 2012 | 2017 |
| ----------------------------------------------------------------- | ---- | ---- | ---- | ---- | ---- | ---- | ---- | ---- |
| 74                                                                | 63   | 47   | 41   | 45   | 27   | 36   | 44   | 37   |
| Tal fra og med 1962 er uden dobbelttælling (sans doubles comptes) |      |      |      |      |      |      |      |      |